# اکسلرون فارما
اکسلرون فارما (انگلیسی: Acceleron Pharma) شرکت داروسازی آمریکایی است، که در سال ۲۰۰۳ تأسیس شد.